# 滾地球型投手

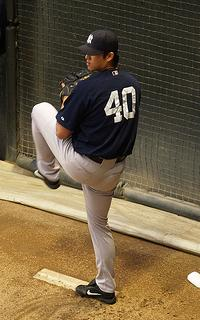
王建民，美國職棒大聯盟知名的滾地球型投手之一

滾地球投手（英語：Ground ball pitcher、或），是棒球運動中以製造滾地球以爭取出局數為主要的投手，在日本，下柳剛的支持者戲稱为「老油條投法」（のらりくらり投法）。

## 定義
美國棒球界會以各種出局方式的數據累積比對後，以滾飛比來推算，來推判一位投手在讓打者出局的方式是滾地球型還是飛球型投手，而滾地球型投手是以滾飛比高於1.15 的投手（0.93~1.15一般定義為中性投手）。
滾飛比 = 滾地球 / 飛球

## 特色
這種投手不以力拼三振為目標，反而以製造出局數為首要目標，也就是俗稱「讓打者打不好」的投球策略，以利用打者沒有確實擊中球心，大多打到球的上緣而出現的內野滾地球，由內野手將球接傳到一壘製造出局數為主，這種投手通常會若控球良好，就有可能以少量的球數製造大量出局數，而成為省力型投手，且不易造成大量的失分，但這種投手給於內野手的守備壓力頗大，因為這種投手會使打者擊出大量的滾地球，若該隊的內野手守備較不到位，或是守備範圍太小，很容易因為失誤或是守備不及造成大量上壘，三振能力不足的滾地球投手因為球路本身容易被擊中，因而會有被棒子黏性強的打者大量製造界外球而大量消耗球數的風險。但總體而論，這一類型的投手擅於製造出局數，卻不擅於製造三振，但卻能使比賽節奏掌握和穩定不易大量失分為其特色。常用的球種是伸卡球。

## 代表人物

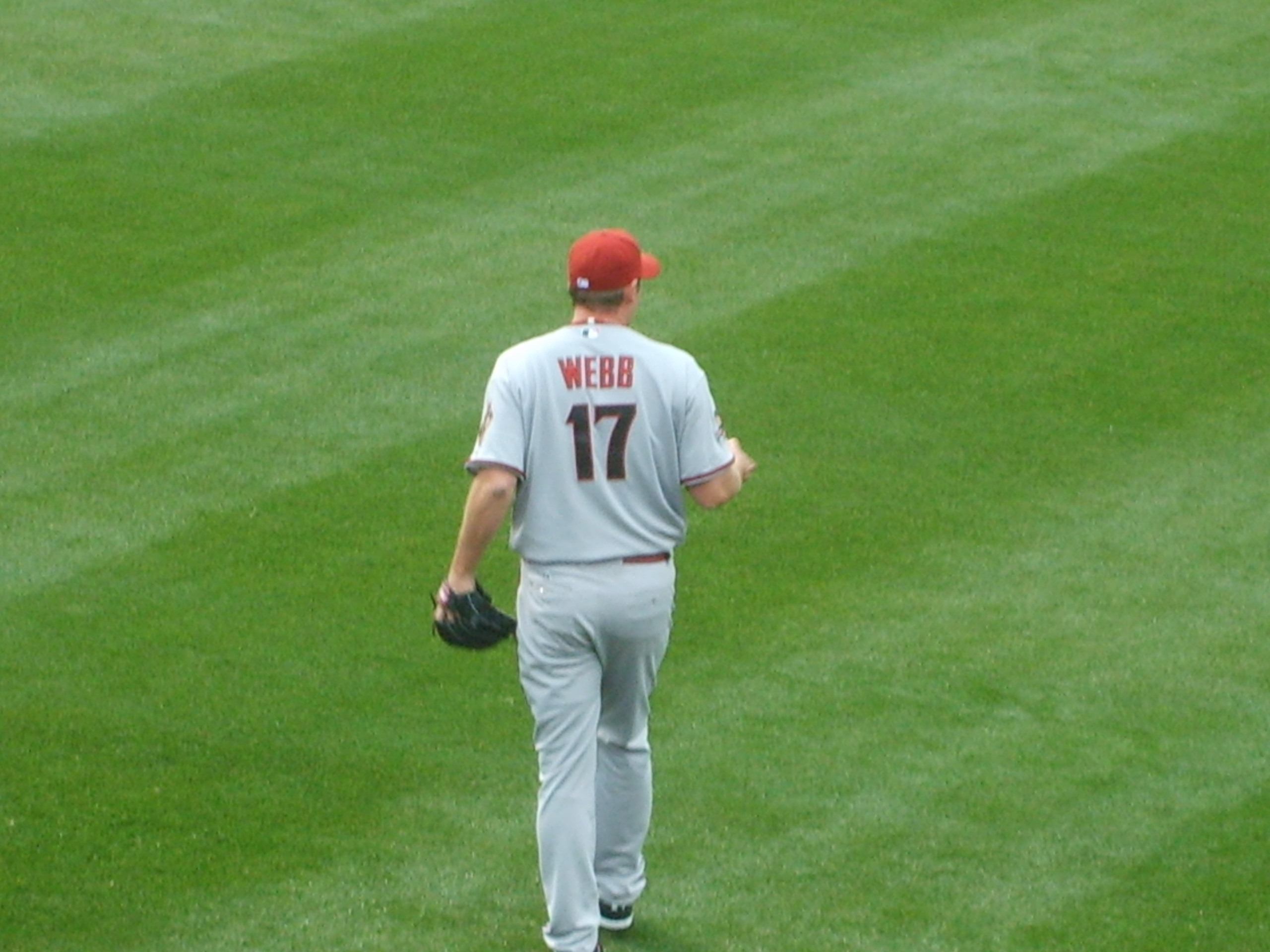
布蘭登·偉伯（Brandon Webb），滾飛比超過三的滾地球大師

美國職棒的艾倫·庫克、洛伊·哈勒戴、費利克斯·赫南德茲、提姆·哈德森、葛瑞格·麥達克斯、德瑞克·洛夫、王建民、布蘭登·偉伯、傑克·韋斯布魯克、詹米·萊特、郝西瑟。日職的下柳剛。